# Driver: Vegas
Driver: Vegas es un videojuego para teléfonos móviles desarrollado por Gameloft y publicado por Glu Mobile que cuya historia transcurre después de los acontecimientos de Driv3r.

## Historia
La historia de Driver: Vegas sucede después del final de Driv3r, con Tanner en la sala de emergencias. Su corazón fue resucitado, y decide ir a por Jericho, el criminal que no mató en Driv3r. Para hacer esto el debe dirigirse a Las Vegas, Nevada. Hubo una entrada a Rusia prevista durante la producción de Driv3r, sin embargo el oficial de la serie intentó matar a Tanner, entonces TK, el personaje de Driver: Parallel Lines podría hacer una entrada.

## Jugabilidad
Hay algunas misiones a pie en el juego, pero la mayoría están basadas en la conducción.

## Recibimiento
Driver: Vegas tuvo la mayoría de votos positivos, con IGN dándole 8.6/10. La mayoría de los comentarios fueron muy buenos o regulares, un ejemplo de comentarios malos es el puntaje dado por GameSpot de 3.8/10